# Sommet du G8 de 1998
Pour un article plus général, voir Sommet du G8.
Le sommet du G8 1998, 24e réunion du G8, réunissait les dirigeants des 7 pays démocratiques les plus industrialisés et la Russie, ou G8, du  15 au 17 mai 1998, dans la ville britannique de Birmingham.

## Participants
| Participants au G8            |                       |                   |                      |
| Membre                        | Membre                | Représenté par    | Fonction             |
| Drapeau du Canada             | Canada                | Jean Chrétien     | Premier ministre     |
| Drapeau de la France          | France                | Jacques Chirac    | Président            |
| Drapeau de l'Allemagne        | Allemagne             | Helmut Kohl       | Chancelier           |
| Drapeau de l'Italie           | Italie                | Romano Prodi      | Président du Conseil |
| Drapeau du Japon              | Japon                 | Ryutaro Hashimoto | Premier ministre     |
| Drapeau du Royaume-Uni        | Royaume-Uni           | Tony Blair        | Premier ministre     |
| Drapeau de la Russie          | Russie                | Boris Eltsine     | Président            |
| Drapeau des États-Unis        | États-Unis            | Bill Clinton      | Président            |
| Drapeau de l’Union européenne | Commission européenne | Jacques Santer    | Président            |